# Berkenheksenbezem
De berkenheksenbezem (Taphrina betulina) is een schimmel uit de familie Taphrinaceae. Hij is een van de veroorzakers van de bomenaandoening "heksenbezem". De schimmel zelf wordt ook wel met deze naam aangeduid. 

## Kenmerken
De schimmel overleeft in de bast. Bij aantasting door de schimmel gaan de slapende knoppen uitlopen, waardoor een bossige groei ontstaat. Op de onderzijde van de bladeren worden sporenzakjes gevormd. De vrijkomende sporen kunnen voor aantasting van andere bomen zorgen. Er kunnen meerdere heksenbezems in een boom zitten. 
De asci zijn 8-sporig. De ascosporen zijn hyaliene, bolvormig of ellipsvormig en ongesepteerd.

## Verspreiding
De berkenheksenbezem komt voor in Europa, Nieuw-Zeeland en Noord-Amerika. In Nederland komt berkenheksenbezem algemeen voor. Hij is niet bedreigd en staat niet op de rode lijst.